# Royal Salzburg
Royal Salzburg – austriacki klub szachowy z siedzibą w Salzburgu.

## Historia
Klub powstał w 2004 roku i wówczas został członkiem ASVÖ. W 2005 roku utworzył zrzeszenie SIR (Süd-Inter-Royal) wspólnie z klubami SK Salzburg Süd i Inter Salzburg. W 2010 roku SIR zadebiutował w Bundeslidze. W 2012 roku klub zajął dziesiąte miejsce i spadł z ligi, powrócił do niej w roku 2013. Od 2014 roku klub występował pod nazwą SIR Royal. Sezon 2014/2015 szachiści SIR zakończyli na czwartym miejscu. W 2016 roku nastąpił ponowny spadek. W 2017 roku Royal przejął wyłączną odpowiedzialność za prowadzenie pierwszej drużyny. W tym samym roku SIR Royal powrócił do Bundesligi. Po zajęciu jedenastego miejsca w 2019 roku klub spadł do 2. Bundesligi. Od 2019 roku klub grał pod nazwą SK Royal. W 2024 roku Royal zajął pierwsze miejsce w 2. Bundeslidze i uzyskał awans do Bundesligi.

## Arcymistrzowie w historii klubu
- Petyr Arnaudow[6]
- Stefan Bromberger(inne języki)[7]
- Witalij Kunin(inne języki)[6]
- Leon Mons(inne języki)[8]
- Nikola Nestorović(inne języki)[9]
- Jewgienij Postny[6]
- Michael Prusikin[10]
- Noël Studer(inne języki)[11]
- Raj Tischbierek[6]